# Bóng mềm tại Đại hội Thể thao Đông Nam Á 2007

Giải bóng mềm tại Đại hội Thể thao Đông Nam Á 2007 diễn ra từ ngày 8 đến ngày 13 tháng 12 năm 2007 với 2 nội dung thi đấu.

## Xếp hạng theo quốc gia
| Hạng | Đoàn        | Vàng | Bạc | Đồng | Tổng |
| ---- | ----------- | ---- | --- | ---- | ---- |
| 1    | Philippines | 2    | 0   | 0    | 2    |
| 2    | Singapore   | 0    | 1   | 1    | 2    |
| 3    | Indonesia   | 0    | 1   | 0    | 1    |
| 4    | Thái Lan    | 0    | 0   | 1    | 1    |
| Tổng | Tổng        | 2    | 2   | 2    | 6    |

## Bảng huy chương
| Nội dung | Vàng        | Bạc       | Đồng      |          |
| -------- | ----------- | --------- | --------- | -------- |
| Nam      | Philippines | Indonesia | Singapore | chi tiết |
| Nữ       | Philippines | Singapore | Thái Lan  | chi tiết |